# Première Division 2024-2025 (Gabon)
La Première Division 2024 è stata la 55ª edizione della massima serie del campionato di calcio del Gabon. La stagione è iniziata il 23 novembre 2024 ed è terminata il 31 maggio 2025. Lo Stade Mandji era la squadra campione in carica in quanto vincitore dell'edizione 2022, dal momento che la 2022-2023 è stata cancellata per mancanza di fondi.
Il campionato è stato vinto dal Mangasport, al suo decimo titolo nazionale.

## Stagione

### Novità
Non essendo terminata la stagione 2022-2023, non ci sono state promozioni e retrocessioni con la serie inferiore, per cui le squadre partecipanti sono rimaste le stesse dell'edizione precedente.
Prima dell'inizio della competizione il Missile ha annunciato il suo ritiro dal campionato per problemi economici.

### Formula
Inizialmente la federazione aveva previsto 14 squadre partecipanti, con una divisione in due gironi, ognuno da 7 squadre. Prima dell'inizio del campionato, tuttavia, il ritiro del Missile ha comportato la modifica di formato, passando ad un girone all'italiana con 13 squadre che giocano andata e ritorno, per un totale di 24 giornate. Al termine di esse, la prima classificata è campione di Gabon e si qualifica per la CAF Champions League 2025-2026, mentre la seconda classificata si qualifica per la Coppa della Confederazione CAF 2025-2026. L'ultima classifica è invece retrocessa in Deuxième Division. 

## Squadre partecipanti
| Squadra            | Città         |
| ------------------ | ------------- |
| AS Bouenguidi      | Koulamoutou   |
| Bendje             | Port-Gentil   |
| Bitam              | Bitam         |
| Cercle Mbéri       | Libreville    |
| Dikaki             | Ngounié       |
| FC 105 Libreville  | Libreville    |
| Lambaréné          | Lambaréné     |
| Lozo               | Lastoursville |
| Mangasport         | Moanda        |
| Mounana            | Mounana       |
| Stade Mandji       | Port-Gentil   |
| US Oyem            | Oyem          |
| Vantour Mangoungou | Libreville    |

## Classifica
|                  | Pos. | Squadra            | Pt | G  | V  | N  | P  | GF | GS | DR  |
| ---------------- | ---- | ------------------ | -- | -- | -- | -- | -- | -- | -- | --- |
| Gabon (bandiera) | 1.   | Mangasport         | 62 | 24 | 19 | 5  | 0  | 49 | 11 | +38 |
|                  | 2.   | FC 105 Libreville  | 40 | 24 | 11 | 7  | 6  | 37 | 20 | +17 |
|                  | 3.   | Stade Mandji       | 39 | 24 | 11 | 6  | 7  | 26 | 20 | +6  |
|                  | 4.   | Vantour Mangoungou | 38 | 24 | 11 | 5  | 8  | 36 | 26 | +10 |
|                  | 5.   | Cercle Mbéri       | 38 | 24 | 9  | 11 | 4  | 25 | 17 | +8  |
|                  | 6.   | Lambaréné          | 33 | 24 | 9  | 6  | 9  | 34 | 33 | +1  |
|                  | 7.   | US Oyem            | 32 | 24 | 9  | 5  | 10 | 22 | 26 | -4  |
|                  | 8.   | AS Bouenguidi      | 31 | 24 | 9  | 4  | 11 | 21 | 25 | -4  |
|                  | 9.   | Bitam              | 29 | 24 | 8  | 5  | 11 | 33 | 31 | +2  |
|                  | 10.  | Dikaki             | 27 | 24 | 7  | 6  | 11 | 25 | 34 | -9  |
|                  | 11.  | Lozo               | 25 | 24 | 7  | 4  | 13 | 16 | 41 | -25 |
|                  | 12.  | Mounana            | 18 | 24 | 3  | 9  | 12 | 19 | 32 | -13 |
|                  | 13.  | Bendje             | 17 | 24 | 4  | 5  | 15 | 14 | 41 | -37 |

Legenda:
      Campione di Gabon e ammessa alla CAF Champions League 2025-2026
      Ammessa alla Coppa della Confederazione CAF 2025-2026
      Retrocessa.
Note:
Tre punti a vittoria, uno a pareggio, zero a sconfitta.